# 中国计算机学会计算机博物馆
中国计算机学会计算机博物馆（英語：CCF Computer Museum，缩写：CCM），简称CCF计算机博物馆，是位于中华人民共和国浙江省东阳市横店镇的一座正在建设中的计算机主题博物馆。该博物馆由中国计算机学会计算机博物馆工作委员会筹备建设，分为历史馆、科普馆和未来馆三个部分，计划建筑面积约6万平方米，建成后将是世界上最大的计算机博物馆。

## 历史
2017年5月，中国计算机学会对多地希望创建“计算机博物馆”的城市进行了考察，最后选定了杭州市萧山区。
2018年6月，中国计算机学会常务理事会通过在杭州市萧山区建设“计算机博物馆”的决议；同年8月，中国计算机学会与杭州市萧山区正式签约，并举行了签约仪式及发布会。根据合作协议规定，“计算机博物馆”建筑面积需约2.9万平方米，且博物馆建筑应独立成栋。萧山区委托建筑设计单位完成了符合上述要求的建筑设计方案，并基本上得到了中国计算机学会的同意。
2020年，杭州市萧山区有关方面告知中国计算机学会，“计算机博物馆”方案报审时未通过，原因在于为满足国际博览中心一二期项目融合，以及该中心规划与建设的专业化、国际化要求，萧山区对原建筑方案进行了修改，原方案中作为“计算机博物馆”的独立建筑被取消，方案修改后的“计算机博物馆”仅为会展中心的一部分。中国计算机学会不予认可，并和萧山区有关方面就此事进行了多次协商，然而萧山区方面声称有难以克服的困难，无法满足协议要求，希望终止该项目合作，并希望中国计算机学会能够理解。
经双方协商，中国计算机学会同意解除此前签订的合作协议，并于2021年2月5日签署终止原协议的协议。至此，中国计算机学会与萧山区合作建设“计算机博物馆”的项目终止。
2021年12月17日，在深圳召开的“2021中国计算机大会”上，中国计算机学会宣布“计算机博物馆”将落地浙江省东阳市横店镇，并举行了签约仪式；中国计算机学会表示，此次除重新选址外，还对博物馆方案进行了调整，将采取历史馆、科普馆和未来馆三馆合一的思路，将博物馆建设成提升青少年科技素养的科普平台。
2022年12月10日，在“2022中国计算机大会”闭幕式上，中国计算机学会发布了“计算机博物馆”的建筑概念设计方案——“虫洞”，概念设计来自CallisonRTKL建筑事务所的刘晓光团队，其曾主持设计的项目包括中国科学技术馆、上海科技馆和中国电影博物馆。
2022年12月18日上午，中国计算机学会计算机博物馆奠基仪式在横店举行。
2024年3月，首任中国计算机学会计算机博物馆馆长确定，由中国计算机学会前理事长、中国科学院院士、北京大学教授梅宏教授担任。
2025年1月25日上午，中国计算机学会计算机博物馆实现主体结构封顶；博物馆预计2025年底将完成展陈设计及装修，2026年开馆运营。